# Люмьер (кинопремия, 2014)
19-я церемония вручения наград премии «Люмьер» за заслуги в области французского кинематографа за 2013 год состоялась 20 января 2014 года.

## Список лауреатов
Победители выделены жирным.
| Лучший фильм | Лучший режиссёр |
| --- | --- |
| Жизнь Адель - Пена дней - Набережная Орсе - Ренуар. Последняя любовь - Гранд Централ. Любовь на атомы - 9 месяцев строгого режима                                                                           | Абделлатиф Кешиш — Жизнь Адель - Бертран Тавернье — Набережная Орсе - Альбер Дюпонтель — 9 месяцев строгого режима - Жиль Бурдо — Ренуар. Последняя любовь - Мишель Гондри — Пена дней - Ребекка Злотовски — Гранд Централ. Любовь на атомы                           |
| Лучший актёр | Лучшая актриса |
| Гийом Гальен — Я, снова я и мама - Мишель Буке — Ренуар. Последняя любовь - Тьерри Лермитт — Набережная Орсе - Ромен Дюрис — Пена дней - Гийом Кане — Жапплу - Тахар Рахим — Гранд Централ. Любовь на атомы | Луа Сейду — Жизнь Адель & Гранд Централ. Любовь на атомы - Катрин Денёв — За сигаретами - Сандрин Киберлен — 9 месяцев строгого режима - Эмманюэль Сенье — Венера в мехах - Криста Тере — Ренуар. Последняя любовь - Жюльет Бинош — Камилла Клодель, 1915             |
| Многообещающему актёру | Многообещающей актрисе |
| Рафаэль Персонас — Набережная Орсе & Мариус - Венсан Макен — Девушка 14 июля - Пьер Деладоншам — Незнакомец у озера - Нильс Шнайдер — Хаос - Тауфик Жаллаб — Марш - Поль Ами — Сюзанн                       | Адель Экзаркопулос — Жизнь Адель - Вимала Понс — Девушка 14 июля - Алис де Ланкесе — Очертя голову - Полин Этьен — Монахиня - Мисс Минг — Анри - Марина Вакт — Молода и прекрасна                                                                                     |
| Лучший дебютный фильм | Лучший сценарий |
| Я, снова я и мама - Как лев - Одиночка - Очертя голову - Nous irons vivre ailleurs - Beyond the Blood | Дэвид Айвз и Роман Полански — Венера в мехах - Жан-Поль Лильенфельд и Жан Теле — Арестуйте меня - Бертран Тавернье, Кристоф Блэйн и Антонен Бодри — Набережная Орсе - Асгар Фархади — Прошлое - Набиль Бен Ядир — Марш - Альбер Дюпонтель — 9 месяцев строгого режима |
| Лучший фильм на французском языке | Лучшая операторская работа |
| Кони Бога - Сексуальные хроники французской семьи - Раскаявшийся - Говорящий мертвец - Габриэль - Аукцион                                                                                                   | Томас Хардмейер — Невероятное путешествие мистера Спивета - Жером Альмерас — Набережная Орсе - Кристоф Бокарн — Пена дней - Кристель Форнье — Место на земле - Стефан Фонтен — Джимми Пикар                                                                           |
| Специальный приз жюри | |
| Гранд Централ. Любовь на атомы — Ребекка Злотовски | |